# Тожим (гміна)
Гміна Тожим (пол. Gmina Torzym) — місько-сільська гміна у північно-західній Польщі. Належить до Суленцинського повіту Любуського воєводства.
Станом на 31 грудня 2011 у гміні проживало 6963 особи.

## Площа
Згідно з даними за 2007 рік площа гміни становила 374.87 км², у тому числі:
- орні землі: 29.00%
- ліси: 62.00%

Таким чином, площа гміни становить 31.84% площі повіту.

## Населення
Станом на 31 грудня 2011:
| Опис     | Загалом | Загалом | Чоловіки | Чоловіки | Жінки | Жінки |
| -------- | ------- | ------- | -------- | -------- | ----- | ----- |
| одиниця  | осіб    | %       | осіб     | %        | осіб  | %     |
| все      | 6963    | 100     | 3452     | 49.58    | 3511  | 50.42 |
| міське   | 2535    | 100     | 1210     | 47.73    | 1325  | 52.27 |
| сільське | 4428    | 100     | 2242     | 50.63    | 2186  | 49.37 |

## Сусідні гміни
Гміна Тожим межує з такими гмінами: Битниця, Жепін, Лаґув, Машево, Осьно-Любуське, Суленцин, Цибінка.